# Nicolás López
Nicolás Federico López Alonso (Montevideo, 1 oktober 1993) is een Uruguayaans voetballer die bij voorkeur als aanvaller speelt. Hij tekende in juli 2016 een contract tot 2020 bij SC Internacional, dat circa €9.000.000,- voor hem betaalde aan Udinese.

## Clubcarrière
López debuteerde op 17-jarige leeftijd voor Club Nacional de Football. Hij speelde zes wedstrijden voor die club, waarin hij drie keer tot scoren kwam. Op 1 januari 2012 vertrok López naar AS Roma. Daar speelde hij aanvankelijk bij de Primavera, het elftal voor spelers onder 19 jaar. De nieuwe trainer Zdeněk Zeman nam López mee op trainingskamp in de voorbereiding op het nieuwe seizoen. Hij debuteerde op de eerste speeldag . Op 26 augustus 2012 viel hij in de thuiswedstrijd tegen Catania vijf minuten voor tijd in voor Francesco Totti. Hij scoorde de gelijkmaker voor AS Roma in de blessuretijd, waardoor de wedstrijd in 2-2 eindigde.